# Exploración de hidrocarburos

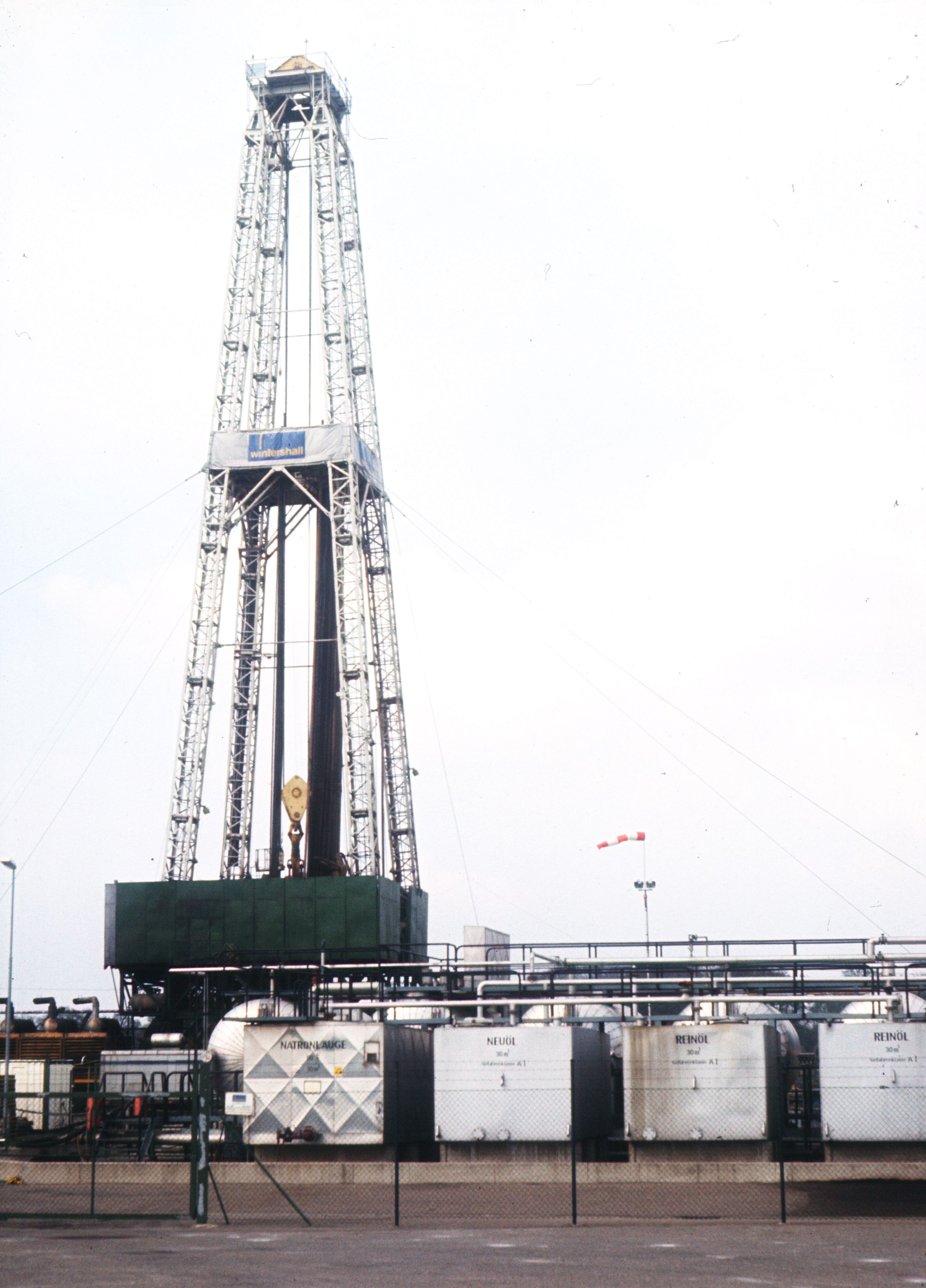
Plataforma de perforación en tierra

La exploración de hidrocarburos (o exploración de petróleo y gas) es la búsqueda por parte de geólogos petroleros y geofísicos de depósitos de hidrocarburos, particularmente petróleo y gas natural, en la Tierra utilizando la geología del petróleo. 

## Métodos de exploración
Las características visibles de la superficie, como las filtraciones de petróleo, las filtraciones de gas natural y las marcas de viruela (cráteres submarinos causados por el escape de gas) proporcionan una evidencia básica de la generación de hidrocarburos (ya sea poco profunda o profunda en la Tierra). Sin embargo, la mayor parte de la exploración depende de tecnología altamente sofisticada para detectar y determinar la extensión de estos depósitos utilizando geofísica de exploración. Las áreas que se cree que contienen hidrocarburos se someten inicialmente a un estudio de gravedad, un estudio magnético, un estudio sísmico pasivo o un estudio de reflexión sísmica regional para detectar características a gran escala de la geología del subsuelo. Las características de interés (conocidas como pistas ) se someten a estudios sísmicos más detallados que funcionan según el principio del tiempo que tardan las ondas sonoras reflejadas en viajar a través de la materia (roca) de densidades variables y utilizan el proceso de conversión de profundidad para crear un perfil de la subestructura. Finalmente, cuando un prospecto ha sido identificado y evaluado y pasa los criterios de selección de la compañía petrolera, se perfora un pozo de exploración en un intento de determinar de manera concluyente la presencia o ausencia de petróleo o gas. En alta mar, el riesgo se puede reducir mediante el uso de métodos electromagnéticos.
La exploración de petróleo es una operación costosa y de alto riesgo. La exploración de áreas remotas y en alta mar generalmente solo la llevan a cabo corporaciones muy grandes o gobiernos nacionales. Pozos de petróleo de plataforma poco profunda típicos (por ejemplo, Mar del Norte) cuestan entre US $ 10 y 30 millones, mientras que los pozos de aguas profundas pueden costar hasta US $ 100 millones más. Cientos de empresas más pequeñas buscan depósitos de hidrocarburos en tierra en todo el mundo, y algunos pozos cuestan tan solo US $ 100.000. 

## Elementos de una perspectiva petrolera

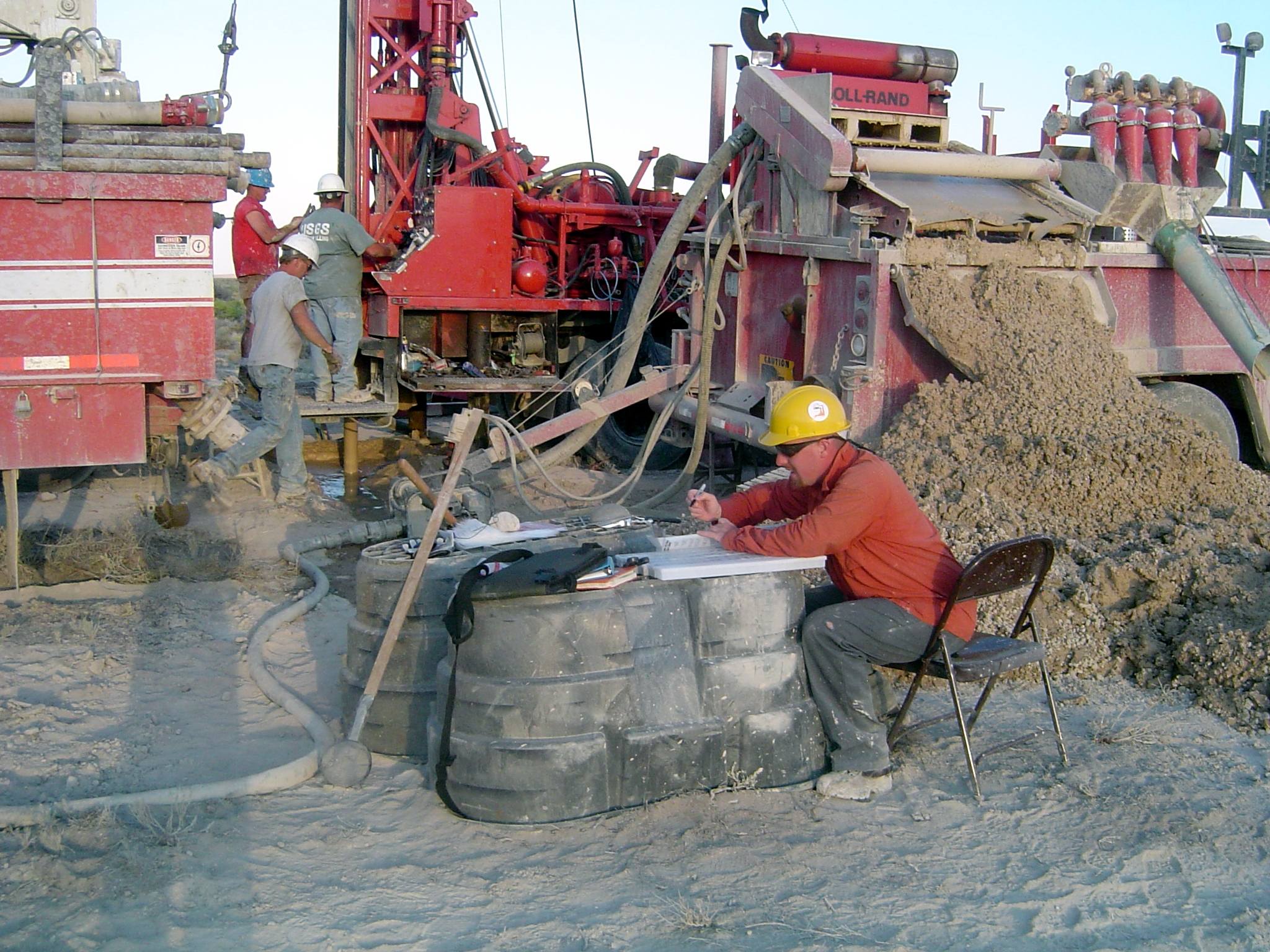
Proceso de registro de lodo, una forma común de estudiar los tipos de rocas al perforar pozos de petróleo.

Una perspectiva es una trampa potencial que los geólogos creen que puede contener hidrocarburos. Una cantidad significativa de investigación geológica, estructural y sísmica primero ha de cumplirse para redefinir el potencial ubicación de perforación de hidrocarburos a partir de una ventaja a un prospecto. Deben estar presentes cuatro factores geológicos para que un prospecto funcione y, si alguno de ellos falla, no habrá ni petróleo ni gas.
Roca de origen
Cuando la roca rica en materia orgánica, como la pizarra bituminosa o el carbón, se somete a alta presión y temperatura durante un período prolongado de tiempo, se forman hidrocarburos.
Migración
Los hidrocarburos son expulsados de la roca madre por tres mecanismos relacionados con la densidad: los hidrocarburos recién madurados son menos densos que sus precursores, lo que provoca una sobrepresión; los hidrocarburos son más livianos y, por lo tanto, migran hacia arriba debido a la flotabilidad, y los fluidos se expanden a medida que los enterramientos adicionales provocan un mayor calentamiento. La mayoría de los hidrocarburos migran a la superficie a medida que se filtra el petróleo, pero algunos quedan atrapados.
Reservorio
Los hidrocarburos están contenidos en una roca de depósito. Suele ser una piedra arenisca o caliza porosa. El petróleo se acumula en los poros de la roca, aunque las fracturas abiertas dentro de las rocas no porosas (por ejemplo, granito fracturado) también pueden almacenar hidrocarburos. El depósito también debe ser permeable para que los hidrocarburos fluyan a la superficie durante la producción.
Trampa
Los hidrocarburos son flotantes y deben quedar atrapados dentro de una estructura (por ejemplo Anticlinal, bloque de fallas) o trampa estratigráfica . La trampa de hidrocarburos debe estar cubierta por una roca impermeable conocida como sello o roca de capa para evitar que los hidrocarburos escapen a la superficie.

## Riesgo de exploración

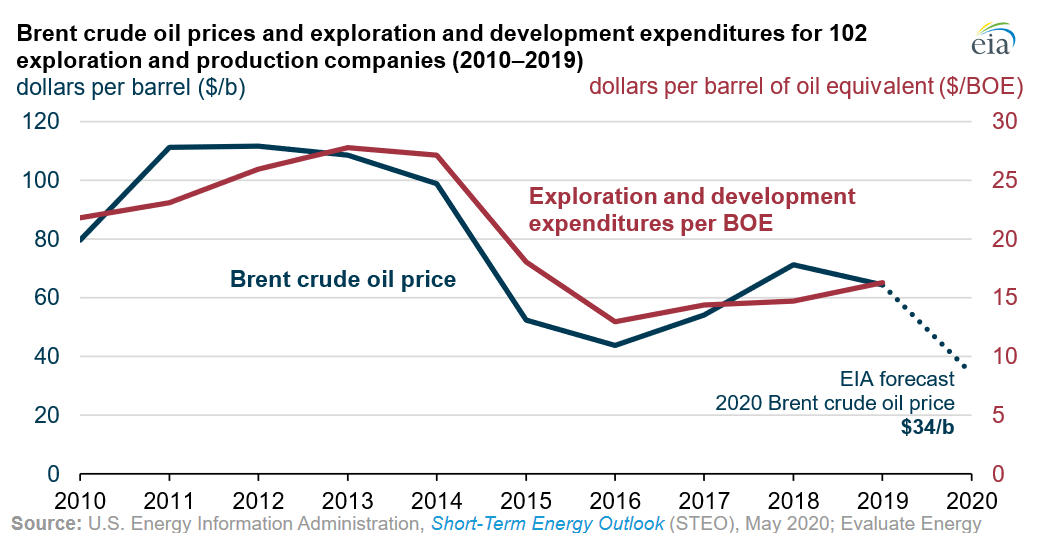
Los gastos de exploración petrolera son mayores cuando los precios del crudo son altos

La exploración de hidrocarburos es una inversión de alto riesgo y la evaluación de riesgos es primordial para una exitosa gestión de la cartera de proyectos. El riesgo de exploración es un concepto difícil y generalmente se define asignando confianza a la presencia de factores geológicos imperativos, como se discutió anteriormente. Esta confianza se basa en datos y/o modelos y, por lo general, se asigna en mapas de segmentos de riesgo comunes (mapas de CRS). La alta confianza en la presencia de factores geológicos imperativos suele ser de color verde y la baja confianza de color rojo. Por lo tanto, estos mapas también se denominan Traffic Light Maps, mientras que el procedimiento completo a menudo se denomina Play Fairway Analysis. El objetivo de tales procedimientos es obligar al geólogo a evaluar objetivamente todos los diferentes factores geológicos. Además, da como resultado mapas simples que pueden ser entendidos por geólogos y no geólogos en los que basar las decisiones de exploración.

## Términos utilizados en la evaluación del petróleo
Bright spot
En una sección sísmica, coda que tiene grandes amplitudes debido a una formación que contiene hidrocarburos.
Posibilidad de éxito
Una estimación de la probabilidad de que funcionen todos los elementos dentro de un prospecto, que se describe como probabilidad.
Agujero seco
Una perforación que no contiene hidrocarburos comerciales.
Flat spot
Posiblemente un contacto de petróleo-agua, gas-agua o gas-petróleo en una sección sísmica; plano debido a la gravedad.
Inversión de forma de onda completa
Una técnica de supercomputadora utilizada recientemente junto con sensores sísmicos para explorar depósitos de petróleo en alta mar.
Hidrocarburo en el lugar
Cantidad de hidrocarburos que probablemente se incluirá en el prospecto. Esto se calcula usando la ecuación volumétrica - GRV x N/G x Porosidad x Sh / FVF
Volumen de roca bruta (GRV)
Cantidad de roca en la trampa por encima del contacto con el agua del hidrocarburo
Arena neta
Parte de GRV que tiene la capacidad litológica de ser una zona productiva; es decir, menos contaminaciones de esquisto.
Reserva neta
Parte de arena neta que tiene las cualidades mínimas de reservorio; es decir, valores mínimos de porosidad y permeabilidad.
Relación neto/bruto (N/G)
Proporción del GRV formado por la roca del yacimiento (el rango es de 0 a 1)
Porosidad
Porcentaje de la roca neta del yacimiento ocupada por poros (típicamente 5-35%)
Saturación de hidrocarburos (Sh)
Parte del espacio de los poros está lleno de agua; esto debe descontarse
Factor de volumen de formación (FVF)
El aceite se contrae y el gas se expande cuando sale a la superficie. El FVF convierte volúmenes en condiciones de yacimiento (alta presión y alta temperatura) en condiciones de almacenamiento y venta.
Lead
La acumulación potencial está mal definida y requiere más adquisición y/o evaluación de datos para ser clasificada como una perspectiva.
Play
Un área en la que ocurren acumulaciones de hidrocarburos o prospectos de un tipo determinado. Por ejemplo, los yacimientos de gas de esquisto en América del Norte incluyen Barnett, Eagle Ford, Fayetteville, Haynesville, Marcellus y Woodford, entre otros.
Perspectiva
Un potencial que ha sido evaluado de forma más completa.
Hidrocarburos recuperables
Cantidad de hidrocarburo que probablemente se recuperará durante la producción. Esto es típicamente del 10 al 50% en un campo petrolífero y del 50 al 80% en un campo de gas.

## Licencia
Los recursos petroleros suelen ser propiedad del gobierno del país anfitrión. En los Estados Unidos, la mayoría de los derechos de petróleo y gas (OGM) en tierra (terrestres) son propiedad de particulares, en cuyo caso las compañías petroleras deben negociar los términos para el arrendamiento de estos derechos con la persona que posee el OGM. A veces, esta no es la misma persona que posee la superficie terrestre. En la mayoría de las naciones, el gobierno emite licencias para explorar, desarrollar y producir sus recursos de petróleo y gas, que generalmente son administrados por el ministerio de petróleo. Hay varios tipos diferentes de licencias. Las compañías petroleras a menudo operan en empresas conjuntas para distribuir el riesgo; una de las empresas de la sociedad se designa como operador que supervisa realmente el trabajo.
Impuestos y regalías
Las empresas pagarían una regalía por cualquier petróleo producido, junto con un impuesto a las ganancias (que puede compensar los gastos). En algunos casos, también hay varias bonificaciones y rentas del terreno (derechos de licencia) pagaderas al gobierno, por ejemplo, una bonificación por firma pagadera al inicio de la licencia. Las licencias se otorgan en rondas de licitación competitivas sobre la base del tamaño del programa de trabajo (número de pozos, sísmica, etc.) o el tamaño del bono de firma.
Contrato de producción compartida (PSA)
Un PSA es más complejo que un sistema de impuestos/regalías: las empresas ofertan por el porcentaje de la producción que recibe el gobierno anfitrión (esto puede variar con el precio del petróleo). A menudo también hay participación de la Compañía Nacional de Petróleo, propiedad del gobierno (NOC). También hay varias bonificaciones a pagar. Los gastos de desarrollo se compensan con los ingresos de producción.
Contrato de servicios
Esto es cuando una empresa petrolera actúa como contratista para el gobierno anfitrión, y se le paga por producir los hidrocarburos.

## Reservas y recursos
Los recursos son hidrocarburos que pueden producirse o no en el futuro. Se puede asignar un número de recurso a un prospecto no perforado o un descubrimiento no evaluado. La evaluación mediante la perforación de pozos de delineación adicionales o la adquisición de datos sísmicos adicionales confirmará el tamaño del campo y dará lugar a la sanción del proyecto. En este punto, el organismo gubernamental competente otorga a la empresa petrolera una licencia de producción que permite el desarrollo del campo. Este es también el punto en el que las reservas de petróleo y gas pueden registrarse formalmente.

### Reservas de petróleo y gas
Las reservas de petróleo y gas se definen como volúmenes que se recuperarán comercialmente en el futuro. Las reservas se dividen en tres categorías: probadas, probables y posibles. Para ser incluido en cualquier categoría de reservas, se deben haber abordado todos los aspectos comerciales, lo que incluye el consentimiento del gobierno. Las cuestiones técnicas por sí solas separan las categorías probadas de las no probadas. Todas las estimaciones de reservas implican cierto grado de incertidumbre.
- Las reservas probadas son la categoría de mayor valor. Las reservas probadas tienen una "certeza razonable" de ser recuperadas, lo que significa un alto grado de confianza en que se recuperarán los volúmenes. Algunos especialistas de la industria se refieren a esto como P90, es decir, que tienen un 90% de certeza de ser producido. La SEC proporciona una definición más detallada:

Las reservas probadas de petróleo y gas son aquellas cantidades de petróleo y gas que, mediante el análisis de datos de geociencia e ingeniería, pueden estimarse con certeza razonable para ser económicamente producibles, a partir de una fecha determinada, a partir de yacimientos conocidos y en las condiciones económicas existentes. métodos operativos y regulaciones gubernamentales — antes del momento en el que los contratos que otorgan el derecho a operar vencen, a menos que la evidencia indique que la renovación es razonablemente segura, independientemente de si se utilizan métodos deterministas o probabilísticos para la estimación. El proyecto para extraer los hidrocarburos debe haber comenzado o el operador debe estar razonablemente seguro de que comenzará el proyecto dentro de un tiempo razonable.
- Las reservas probables son volúmenes definidos como "menos probabilidades de recuperarse que probadas, pero más seguras de recuperarse que las reservas posibles". Algunos especialistas de la industria se refieren a esto como P50, es decir, con un 50% de certeza de ser producido.
- Las reservas posibles son reservas cuyo análisis de datos geológicos y de ingeniería sugiere que es menos probable que sean recuperables que las reservas probables. Algunos especialistas de la industria se refieren a esto como P10, es decir, con un 10% de certeza de ser producido.

El término 1P se utiliza con frecuencia para denotar reservas probadas; 2P es la suma de las reservas probadas y probables; y 3P la suma de las reservas probadas, probables y posibles. La mejor estimación de la recuperación de los proyectos comprometidos generalmente se considera la suma 2P de las reservas probadas y probables. Estos volúmenes solo se refieren a proyectos actualmente justificados o aquellos proyectos que ya están en desarrollo.

### Reservas
Las reservas de petróleo y gas son el principal activo de una empresa petrolera. La reserva es el proceso mediante el cual se agregan al balance.
En los Estados Unidos, la reserva se realiza de acuerdo con un conjunto de reglas desarrolladas por la Society of Petroleum Engineers (SPE). Las reservas de cualquier empresa que cotice en la Bolsa de Valores de Nueva York deben declararse a la Comisión de Bolsa y Valores de EE. UU. Las reservas informadas pueden ser auditadas por geólogos externos, aunque esto no es un requisito legal.
En Rusia, las empresas informan sobre sus reservas a la Comisión Estatal de Reservas Minerales (GKZ).